# توپولف تو-۲۰۴

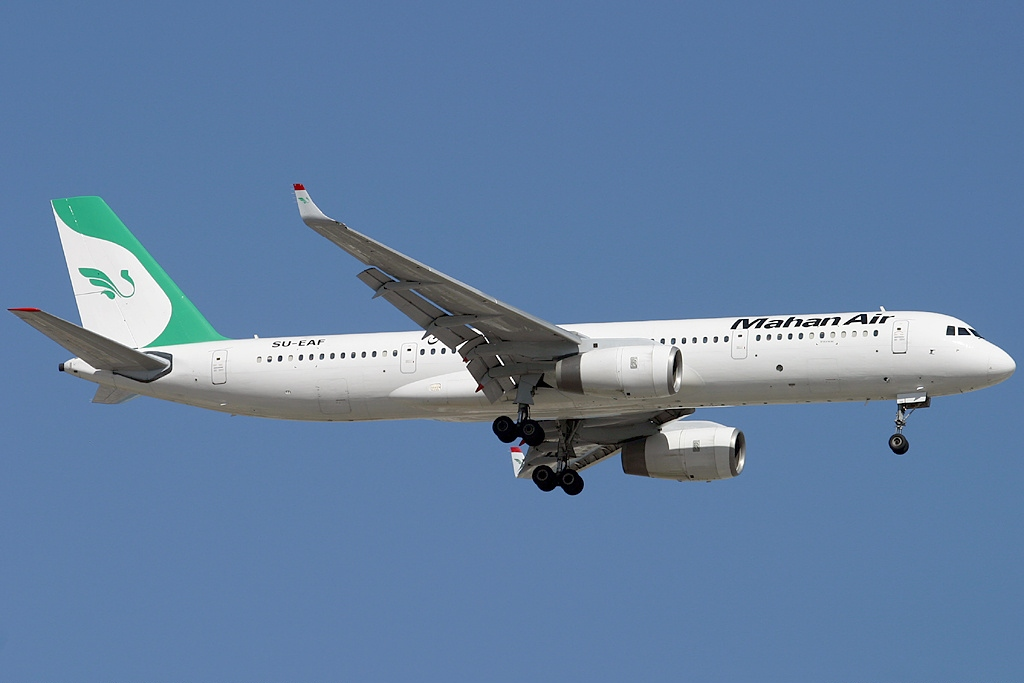
توپولوف تو-۲۰۴ اجاره‌ای هواپیمایی ماهان

توپولف تو-۲۰۴ (به روسی: Туполев Ту-204) یک هواپیمای مسافربری باریک‌پیکر دوموتوره است که توسط شرکت توپولف روسیه توسعه‌یافته و ساخته می‌شود. این جت نخستین‌بار در ۱۹۸۹ میلادی معرفی شد و قابل مقایسه با بوئینگ ۷۵۷ است.
برخی مدل‌های این هواپیما از موتور روسی آویادویگاتل پی‌اس-۹۰ و برخی دیگر از موتور انگلیسی رولزرویس آربی۲۱۱ نیرو می‌گیرند.